# Красний Бор (Подпорозький район)
Красний Бор (рос. Красный Бор) — присілок у Подпорозькому районі Ленінградської області Російської Федерації.
Населення становить 206 осіб. Належить до муніципального утворення Вознесенське міське поселення.

## Історія
Згідно із законом від 1 вересня 2004 року № 51-оз належить до муніципального утворення Вознесенське міське поселення.

## Населення
| 1873 | 1885 | 1905 | 1965 | 1997 | 2007 | 2010 |
| ---- | ---- | ---- | ---- | ---- | ---- | ---- |
| 103  | ↘90  | ↗103 | ↗355 | ↗690 | ↘342 | ↘206 |